# Matthew Slater
Matthew Wilson Slater (Orange, California, 9 de septiembre de 1985) más conocido como Matthew Slater, es un exjugador profesional estadounidense de fútbol americano que se desempeñaba en la posición de wide receiver en New England Patriots, equipo de la National Football League (NFL).

## Carrera
Fue seleccionado en la quinta ronda en la Reunión Anual de Selección de Jugadores de la NFL de 2008. Desde su debut, se mantuvo hasta el final de su carrera con el equipo de New England Patriots, donde jugó dieciséis temporadas en la NFL obteniendo 3 campeonatos.
El 20 de febrero de 2024, Slater anunció su retiro como jugador a los 38 años tras haber jugado toda su carrera en los New England Patriots.